# Iconi

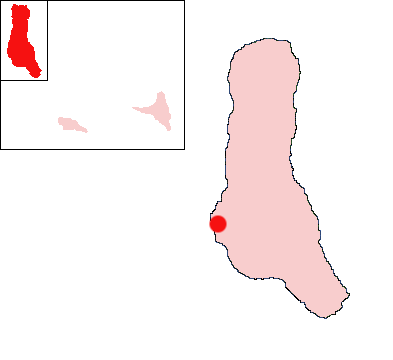

Iconi (albo Ikoni) – miasto na Komorach, na wyspie Wielki Komor. Według danych szacunkowych na rok 2009 liczy 8 250 mieszkańców. Leży u podnóża wulkanu Kartala. Dawniej, stolica Sułtanatu Bambao. W mieście został pochowany Saïd Ibrahim Ben Ali, syn sułtana Said Ali bin Said Omara, premier Komorów pod francuskim zwierzchnictwem.

## Urodzeni w Iconi
- Mohamed Attoumane (ur. 1981) – pływak[5].
- Maoulida Darouèche (ur. 1990) – biegacz przez płotki, oszczepnik[6].
- Habib Youssouf (ur. 1998) – piłkarz[7].